# Geospiza magnirostris
Tentilhão-terrestre-grande ou galapaguito-de-bico-grande (Geospiza magnirostris) é uma espécie de ave da família Thraupidae.
É endémica do Equador.
Os seus habitats naturais são: florestas secas tropicais ou subtropicais e matagal árido tropical ou subtropical.